# Dave O'Callaghan
Pour les articles homonymes, voir O'Callaghan.

a Compétitions nationales et continentales officielles uniquement.

b Matchs officiels uniquement.
Dernière mise à jour le 26 juin 2024.
Dave O'Callaghan, né le 12 janvier 1990 à Youghal (comté de Cork), est un joueur irlandais de rugby à XV évoluant au poste de deuxième ou troisième ligne.

## Biographie
Dave O'Callaghan rejoint le centre de formation de la province du Munster en novembre 2009 et fait ses débuts avec l'équipe première en octobre 2011 en Pro 12. Il reçoit le prix du meilleur joueur de la Munster Academy pour la saison 2011-2012, durant laquelle il signe un contrat Espoir. Devenu professionnel, il prolonge son contrat à plusieurs reprises (2013, 2015 et 2018) et devient l'un des joueurs les plus anciens de l'effectif.
Il participe à deux matchs de la Tbilissi Cup en juin 2013 avec l'équipe Emerging Ireland (en) contre le XV du président (en) et l'Uruguay.
Avec son coéquipier James Hart, il signe à Biarritz pour la saison 2019-2020. Il prolonge son contrat jusqu'en 2024 en mai 2021 puis arrête sa carrière en juin 2024.